# بسته (فیلم ۱۹۸۹)
بسته (به انگلیسی: The Package) یک فیلم سینمایی آمریکایی در ژانر تریلر سیاسی محصول سال۱۹۸۹ میلادی به کارگردانی اندرو دیویس و با بازی جین هکمن، جوانا کسیدی و تامی لی جونز می‌باشد. در طول جنگ سرد، این فیلم توطئه ترور در داخل نظامیان ایالات متحده آمریکا و اتحاد جماهیر شوروی سوسیالیستی را نشان می‌دهد. آمریکایی‌ها و شوراها در حال تلاش برای امضای یک معاهده خلع سلاح برای از بین بردن کامل جنگ‌افزار هسته‌ای هستند.

## داستان
این فیلم داستان گروهبانی به نام جانی گالاگر را به تصویر می‌کشد که وظیفه دارد تا یک زندانی به نام توماس بویت را به کشور برگرداند. ولی در بین راه زندانی فرار می‌کند و گلاگر حالا باید تمام زندگی‌اش را به خطر بیندازد تا وی را پیدا و دستگیر کند. اما…